# Zodarion gregua
Zodarion gregua är en spindelart som beskrevs av Robert Bosmans 1994. Zodarion gregua ingår i släktet Zodarion och familjen Zodariidae. Inga underarter finns listade i Catalogue of Life.